# SCG 004
SCG 004 — спортивний автомобіль, розроблений і виготовлений американським автовиробником Scuderia Cameron Glickenhaus LLC. Це друга модель виробника після 003 2017 року.
SCG 004S був представлений компанією Scuderia Cameron Glickenhaus у листопаді 2017 року. У серпні 2020 року виробник представив серійну версію 004S і оголосив про початок виробництва на жовтні 2020 року на заводі в Коннектикуті в США.

## Двигуни
- 004S: 6.2 l GM LT4 supercharged V8 650 к.с. 720 Нм
- 004CS: 6.2 l GM LT5 supercharged V8 850 к.с. 720 Нм
- 004C: 6.2 l naturally-aspirated V8 520 к.с. 720 Нм